# Mandulis

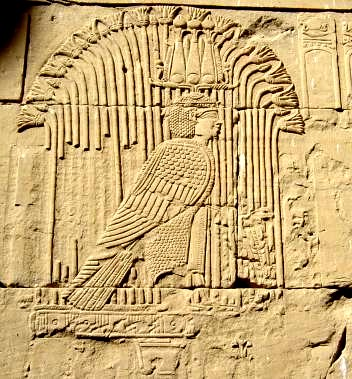
Un'immagine del Ba di Mandulis tra i fiori di Loto presa dal tempio di Kalabsha, in Nubia

Mandulis (nome greco del dio Meruel) era una divinità nubiana, considerata una forma nubiana del dio egiziano Horus.

## Descrizione
Mandulis, figlio di Asit, era spesso dipinto con un elaborato copricapo con corni di ariete, cobra e piume, sormontato da un disco solare. A volte era rappresentato come un falco dalla testa umana.

Il suo nome, in geroglifico, era 
| U6 | Z3 | G43 | E23 |

| U6 | Z3 | G43 | E23 |

Il nome potrebbe derivare da Mari, amore, ed El, Dio, da cui deriva l'arabo Allah. Il significato varia da Dio amato a Amato da Dio e a Amare Dio.

## Culto
A Mandulis è dedicato il tempio di Kalabsha; era venerato anche in Egitto, a File.